# Seri Thai

Logo in lingua inglese del movimento Seri Thai

Seri Thai (in lingua thai: เสรีไทย; letteralmente Thailandia libera) fu un movimento patriottico e indipendentista della resistenza thailandese fondato durante la seconda guerra mondiale. Nacque in opposizione all'occupazione militare dell'Esercito imperiale giapponese, che aveva invaso il Paese l'8 dicembre 1941, e alla politica del primo ministro Plaek Phibunsongkhram, che si era alleato ai giapponesi ed aveva trascinato la Thailandia nel conflitto mondiale.
Fondato negli Stati Uniti agli inizi del 1943 dall'ambasciatore thailandese a Washington, l'aristocratico Seni Pramoj, che rifiutò di consegnare agli americani la dichiarazione di guerra del governo di Bangkok, il movimento operò in patria nella clandestinità ed ebbe come principale referente Pridi Banomyong, conosciuto come il "padre della democrazia" thailandese e a quel tempo reggente del giovane re Rama VIII. Con l'aiuto dei servizi segreti statunitensi furono addestrati reparti speciali che assieme ad armamenti vennero infiltrati in Thailandia, mentre la propaganda di Pridi riunì più di 50.000 partigiani pronti a combattere i giapponesi.
Un'altra importante branca del movimento fu fondata nel Regno Unito; furono inoltre strette significative relazioni con il movimento nazionalista Viet Minh, e in seguito con Lao Issara e Khmer Issarak, che sorsero in quegli anni rispettivamente in Vietnam, Laos e Cambogia. Con la sconfitta giapponese nella guerra del Pacifico, i rappresentanti di Seri Thai furono protagonisti della ricostruzione del Paese, formando i primi governi a maggioranza civile nella storia della Thailandia.

## Premesse
A seguito della sconfitta nella guerra franco-siamese e dei trattati che ne derivarono tra il 1893 ed il 1907, il Siam, antico nome della Thailandia, aveva dovuto cedere ai colonialisti dell'Indocina francese vasti territori laotiani e cambogiani su cui aveva la suzeraineté. Nei decenni successivi, un'ondata di nazionalismo scosse il Paese ed i siamesi non dimenticarono quei territori perduti. Il colpo di Stato detto rivoluzione siamese del 1932, organizzato da giovani studenti e ufficiali militari appoggiati da alcune frange dell'esercito, costrinse il re Rama VII a concedere la monarchia costituzionale. Mentre si affermavano al governo le personalità del giurista Pridi Banomyong e del militare Plaek Phibunsongkhram, detto Phibun, il sovrano fu esautorato dei principali poteri e costretto ad abdicare nel 1935. Le alte sfere dell'esercito ebbero il sopravvento e nel 1938 Phibun fu nominato primo ministro, dando nuovo impulso al nazionalismo thai.
Con lo scoppio della seconda guerra mondiale e la invasione tedesca della Francia, il governo di Vichy non riuscì più ad inviare sufficienti truppe e rifornimenti alle colonie. Phibun ne approfittò e intraprese la guerra franco-thailandese nel 1940, riconquistando grazie alla mediazione del governo di Tokyo buona parte dei territori ceduti ai francesi pochi decenni prima. Quando i giapponesi scatenarono l'offensiva con cui entrarono nella guerra del Pacifico, ebbero bisogno di portare le proprie truppe in Thailandia per attaccare i possedimenti britannici in Malesia e Birmania. Obbligarono i thai a ricambiare il favore invadendo il Paese l'8 dicembre 1941 e costringendo Phibun a sottoscrivere un'alleanza militare.

## Fondazione

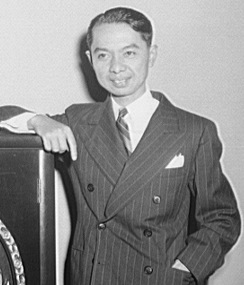
Il conservatore e monarchico Seni Pramoj, qui ritratto a Washington nel 1944, fondatore del movimento Seri Thai negli Stati Uniti

Le travolgenti avanzate giapponesi indussero il governo thai a schierarsi nel conflitto al fianco delle Potenze dell'Asse, dichiarando guerra a Regno Unito e Stati Uniti il 25 gennaio 1942. Si acuirono così le gravi divergenze createsi nel governo di Bangkok dopo l'invasione, e qualche giorno dopo l'entrata in guerra alcuni ministri rassegnarono le dimissioni; tra questi vi era Pridi, ministro delle Finanze, che fu confinato all'incarico rappresentativo di reggente del re. Nello stesso periodo, l'ambasciatore thai a Washington Seni Pramoj rifiutò di presentare la dichiarazione di guerra agli Stati Uniti e di ritornare in patria come gli fu richiesto. Fondò quindi Seri Thai in collaborazione con il Dipartimento di Stato americano, disconoscendo le iniziative del governo Phibun. Il governo statunitense pose sotto sequestro i capitali thailandesi presenti nel Paese e li usò per finanziare Seri Thai.
Subito dopo fu fondata anche nel Regno Unito una cellula del Seri Thai, a capo della quale fu posta l'ex regina Rambhai Barni, che si era trasferita in Inghilterra con il marito, il defunto re Rama VII, prima dell'abdicazione. Altre personalità di rilievo del Seri Thai britannico furono il principe Chula Chakrabongse e lo studente Puey Ungpakorn, che avrebbe avuto un ruolo importante nell'economia thailandese del dopoguerra. Il movimento iniziò a funzionare in Thailandia all'inizio del 1943 clandestinamente, con la sigla in codice X-O e sotto la direzione di Pridi; in quegli stessi mesi altre cellule si formarono in Australia e in India.

## Infiltrazione in Thailandia dei membri addestrati all'estero
I servizi segreti americani dell'O.S.S. addestrarono un centinaio di studenti thailandesi domiciliati negli Stati Uniti ad eseguire azioni di guerriglia. Questi si unirono nei primi mesi del 1943 a Ceylon e in India ad altri studenti ribelli formati nel Regno Unito per continuare l'addestramento. Malgrado l'ambasciatore thai a Londra avesse consegnato la dichiarazione di guerra e fosse poi rientrato in patria, le forze armate britanniche dopo qualche tempo accettarono di addestrare i giovani volontari thai, che furono inquadrati nel Corpo dei Pionieri al pari degli esuli italiani e tedeschi.
Il compito di questi volontari era di penetrare in Thailandia, raccogliere informazioni, sabotare installazioni nemiche e prendere contatti con la resistenza locale. La prima missione fu affidata a tre giovani ben addestrati dei quali il capo era Puey Ungpakorn. Trasportati in un sottomarino al largo della costa thai occidentale della penisola malese, attesero invano un segnale per sbarcare dai contatti del Seri Thai di Bangkok, e furono fatti rientrare in India.

## Prima fase della guerra favorevole al Giappone
Con il controllo sulle frontiere e sulla corrispondenza con l'estero rigidamente in mano agli eserciti thai e giapponese, Pridi poté far sapere agli alleati come procedeva l'organizzazione di Seri Thai nel Paese solo nel marzo del 1943, quando un suo emissario giunse in Cina e si mise in contatto con le forze di Chiang Kai-shek. Tra le proposte di Pridi, vi era quella di formare un governo in esilio in Cina in modo che fosse ritenuto illegittimo quello di Phibun, ma l'idea fu giudicata impraticabile per la difficoltà di far arrivare in Cina personalità politiche thai di fama internazionale e per il timore che la Cina manipolasse tale governo a proprio tornaconto. Una delle principali preoccupazioni dei vertici di Seri Thai era infatti quella di evitare che la Thailandia fosse punita in modo troppo pesante dagli Alleati in caso di sconfitta del Giappone e di Phibun nel conflitto. 

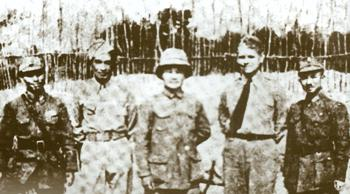
Karb Kunjara (secondo da sinistra), membro di Seri Thai dislocato in Cina, con ufficiali cinesi e statunitensi durante la guerra

Grosse difficoltà ebbe lo sviluppo di Seri Thai nei primi mesi a causa della crescente propaganda del regime di Phibun, che grazie al successo nella guerra franco-thailandese e a svariate iniziative populiste vedeva allargarsi il consenso della popolazione al suo governo. Nel trattato di Bangkok del luglio 1943, i giapponesi concessero alla Thailandia di annettersi altri territori a nord, dopo che dal 1942 truppe thai stavano partecipando alla campagna della Birmania, e a sud grazie all'invasione giapponese della Malesia. Ai thailandesi veniva inoltre assegnata una parte importante nella sfera di co-prosperità della Grande Asia orientale ideata dal Giappone, con cui veniva loro promessa la supremazia sul ricco Sud-est asiatico, leader a quel tempo dei mercati mondiali della gomma e dello stagno. Questi obiettivi accrebbero ulteriormente la popolarità di Phibun.
L'economia thailandese era invece vicina alla bancarotta. Oltre ad aver praticamente azzerato le esportazioni, il Paese doveva farsi carico delle spese per mantenere il grande esercito imperiale. Gli oltre 50.000 soldati giapponesi prendevano tutto ciò di cui avevano bisogno senza pagare, trattando male i locali e creando malcontento. Vi erano inoltre da sostenere le spese di guerra, tra le quali la costruzione di grandi strade nel nord-ovest per agevolare il passaggio delle truppe di occupazione dirette alla conquista della Birmania. I bombardamenti alleati su Bangkok, iniziati con l'entrata in guerra, si intensificavano. Tra il 1938 e la fine del 1942, il costo della vita era raddoppiato. Cominciarono a mancare generi di prima necessità.
Seri Thai continuava intanto ad organizzarsi sia dentro che fuori dai confini nazionali. Procedeva l'addestramento di guerriglieri all'estero, mentre Pridi allargava la base in Thailandia ed intesseva relazioni con i movimenti di liberazione creatisi in quegli anni nei Paesi vicini, in particolare con le forze dei Viet Minh e i ribelli laotiani legati al principe Souphanouvong.

## Declino del Giappone e di Phibun e affermazione di Seri Thai

Alcuni membri di Seri Thai in tempo di guerra, fra gli altri vi sono Banomyong e Seni Pramoj

Il 1944 fu un anno positivo per Seri Thai, le cui ramificazioni a livello nazionale si infittivano e nuovi membri si univano al movimento. In particolare si svilupparono i gruppi Seri Thai nella Thailandia del Nordest, dove molti contadini furono mandati ad esercitarsi alle armi sui Monti Phu Phan, nei pressi del confine laotiano. Tutti i volontari del movimento ebbero armi a loro disposizione. Furono perfezionati i contatti con i ribelli laotiani e soprattutto le comunicazioni con l'alto comando degli Alleati che si trovava in Sri Lanka. Mentre gli alleati bombardavano postazioni militari giapponesi, membri del Seri Thai provenienti dall'estero venivano paracadutati nel Paese.
Le sconfitte della Germania, la resa dell'Italia e l'avanzata degli Alleati in Europa avevano determinato una svolta e le sorti del conflitto cominciarono a volgere in favore degli Alleati anche in Asia. Gli eventi negativi per il Giappone del 1944 costrinsero alle dimissioni il primo ministro Tojo, principale alleato di Phibun. Quest'ultimo aveva cercato invano di conciliarsi con gli Alleati e aveva quindi proposto al Parlamento di fortificare la nuova città di Phetchaboon, lontana dal mare e in mezzo alla giungla, che si sarebbe prestata meglio di Bangkok a resistere ad un'invasione. Al rifiuto del Parlamento, Phibun presentò le dimissioni da primo ministro, confidando che sarebbero state respinte. Ma nella commissione che le valutò vi era Pridi, il quale fece in modo che fossero accettate nel luglio del 1944.
Il mese successivo Khuang Aphaiwong, un conservatore che segretamente appoggiava l'ancora clandestino Seri Thai, fu eletto primo ministro. Uno dei primi provvedimenti fu la liberazione di molti prigionieri politici. Tra gli impegni di Pridi in quel periodo, oltre che mobilitare gli studenti delle università Thammasat e Chulalongkorn contro gli invasori, vi fu un grande lavoro per riabilitare la Thailandia agli occhi degli Alleati. Fece anche istituire corsi di addestramento per la polizia, facendo credere ai giapponesi che servissero per fronteggiare una possibile invasione Alleata.

## Fine della guerra e divergenze ai vertici di Seri Thai

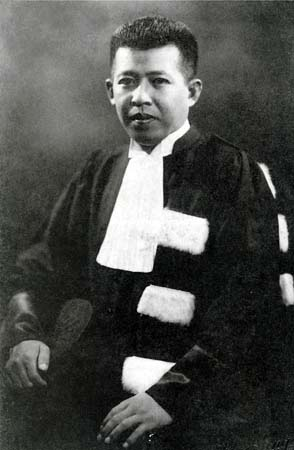
Il progressista Pridi Banomyong, principale responsabile del movimento in Thailandia

Con la resa del Giappone dell'agosto 1945 ed il ritiro delle truppe imperiali, i capi del movimento Seri Thai uscirono allo scoperto e monopolizzarono la scena politica dei tre anni successivi. Per la prima volta nella storia del Paese, la responsabilità di governo non gravava sul re o sui militari ma sui civili. I contatti mantenuti da Pridi e Pramoj con gli Alleati durante la guerra, tesi ad annullare la dichiarazione di guerra del governo di Phibun, permisero alla Thailandia di mantenere una posizione di prestigio. I diversi orientamenti politici dei capi di Seri Thai emersero nell'immediato dopoguerra, Pridi contribuì attivamente nella Lega del Sudest Asiatico, nata negli anni trenta a supporto dei movimenti rivoluzionari che lottavano per l'indipendenza in quell'area. Ordinò che tutte le armi inutilizzate spedite dagli Alleati al movimento Seri Thai fossero distribuite tra Vietnam, Laos e Cambogia per aiutarle a disfarsi della colonizzazione francese. Questa presa di posizione lo avrebbe reso inviso alle Potenze occidentali entrate nella guerra fredda contro l'Unione Sovietica, che riforniva a sua volta di armi i ribelli indocinesi.
La politica rivoluzionaria di Pridi e la crisi economica a cui contribuì l'obbligo imposto alla Thailandia di pagare ai britannici i danni di guerra, acuirono le divergenze tra le diverse fazioni civili che erano ai vertici della politica nazionale. In seguito a uno scontro che ebbe con Pridi, Aphaiwong rassegnò le dimissioni nell'agosto del 1945. Il governo fu affidato per un breve periodo a Tawee Boonyaket e subito dopo al conservatore Seni Pramoj, di ritorno dagli Stati Uniti. Il nuovo governo non riuscì a fronteggiare la crisi economica, l'inflazione raggiunse alti livelli ed affiorò il malcontento popolare, che aumentò dopo la restituzione dei territori conquistati dalla Thailandia durante la guerra. Il 31 gennaio del 1946 fu nuovamente nominato primo ministro Aphaiwong, che era stato con Seni Pramoj tra i fondatori del Partito Democratico vincitore alle elezioni del 6 gennaio. Due mesi dopo, il nuovo primo ministro rassegnò le dimissioni per i contrasti con il parlamento. Per restituire al popolo fiducia nel governo civile, il 24 marzo 1946 Pridi fu posto a capo del governo.

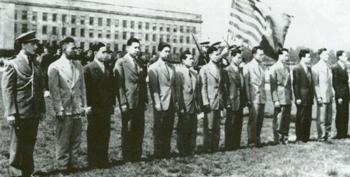
2 settembre 1945. Membri di Seri Thai ricevono la Medal of Freedom, onorificenza del governo statunitense

Pridi fece approntare una nuova costituzione che prevedeva l'introduzione della legislazione bicamerale con la suddivisione del parlamento nella Camera dei deputati, eletti dal popolo, e nel Senato, i cui rappresentanti venivano eletti dai deputati. Durante il periodo in cui fu primo ministro, il processo per crimini di guerra contro Phibun fu annullato; l'ex dittatore poté salvarsi grazie alle simpatie di cui godeva tra i nazionalisti e sulla base del fatto che aveva operato le proprie scelte credendo che fossero le più opportune per il Paese. Inoltre, Pridi aveva rigettato la richiesta di estradizione negli Stati Uniti del dittatore. Il 9 giugno 1946, il giovane re Ananda Mahidol fu trovato morto nel suo letto con un proiettile in testa in uno degli edifici del Grande Palazzo Reale, in circostanze tuttora avvolte dal mistero. Quello stesso giorno fu nominato re Bhumibol Adulyadej (Rama IX), fratello minore di Ananda Mahidol. Il luttuoso evento danneggiò pesantemente il prestigio di Pridi, anche se si era dimesso dalla carica di reggente nel dicembre precedente, quando il sovrano era tornato in Thailandia. Tra le voci che circolarono, vi furono quelle che lo ritennero mandante del regicidio. Ad agosto Pridi rassegnò le dimissioni adducendo motivi di salute, affidò il governo al suo alleato retroammiraglio Thawan Thamrongnawasawat e intraprese un lungo viaggio all'estero.

## Inizio dell'influenza statunitense e ritorno al governo dei militari
Le lotte che si erano innescate tra le varie fazioni politiche dei civili nel dopoguerra minarono la loro capacità di resistere al ritorno al potere dei militari. La perdita di credibilità di Pridi dopo il regicidio e il modo con cui furono eseguite le indagini relative allo stesso regicidio, contribuirono a indebolire il governo di Thamrongnawasawat. I nazionalisti approfittarono della crisi e si rinforzarono sensibilmente, in particolare sfruttarono il risentimento popolare per le condizioni dell'economia nazionale prostrata dall'obbligo di risarcire i britannici per i danni di guerra. Inoltre criticarono apertamente i governi civili per la loro politica conciliante verso le minoranze cinesi, musulmane e delle tribù di montagna. Un altro fattore che aveva contribuito al declino di Pridi, era stata l'ostinazione con cui aveva perseguito il piano di trasformare il Paese in un insieme di cooperative quando era primo ministro. Oltre ad aver terrorizzato i proprietari ed i conservatori, tale piano sarebbe stato giudicato a posteriori come prematuro.
Dopo essere uscito indenne dal processo per crimini di guerra, Phibun aveva saputo conservare la propria influenza sulla fazione nazionalista delle forze armate. Era inoltre visto dalle classi più abbienti della popolazione civile come il baluardo contro l'avanzata del comunismo in Siam. Fu in quegli anni che ebbe inizio la guerra fredda su scala mondiale e gli Stati Uniti estesero enormemente la propria influenza sul Siam, preoccupati per il crescente successo dei comunisti nella regione, in particolare nel Vietnam. Washington considerava ancora Phibun un criminale e un nemico, ma ritenne necessario che il potere fosse tolto al troppo progressista Pridi e affidato al Partito Democratico dei conservatori Pramoi e Aphaiwong. Gli Stati Uniti acconsentirono quindi con riserva al ritorno di Phibun, in grado di appoggiare con l'esercito il Partito Democratico e di ispirare il colpo di Stato militare dell'8 novembre 1947 che pose fine al governo di Thamrongnawasawat e all'egemonia di Pridi Banomyong.
Quest'ultimo, da poco rientrato dal suo viaggio all'estero, fu ricercato dalle truppe golpiste ma riuscì a mettersi in salvo e a fuggire nuovamente all'estero, finendo per stabilirsi in Cina. Il governo fu affidato nuovamente a Khuang Aphaiwong, in modo da accontentare i conservatori civili e soprattutto il governo statunitense, mentre Phibun fu nominato comandante in capo dell'esercito. In seguito, quando Khuang si dimostrò troppo intraprendente, Phibun lo costrinse a dimettersi e si fece nominare primo ministro l'8 aprile 1948. Duramente avversato dagli Stati Uniti durante la seconda guerra mondiale, con la sua politica anticomunista Phibun si sarebbe rivelato un prezioso alleato in Indocina del governo di Washington, che con il trionfo dei comunisti nella guerra civile cinese iniziò a inviare in Thailandia una quantità crescente di aiuti economici e militari.
Ebbe così fine l'esperienza dei governi civili ed ebbe inizio un nuovo periodo di dittatura militare per la Thailandia. Il dispotismo del dittatore Thanom Kittikachorn, primo ministro dal 1963 al 1973, avrebbe provocato grandi manifestazioni popolari che lo costrinsero all'esilio. Si riaprirono quindi le porte alla democrazia nel Paese e tornarono ai vertici della politica alcuni dei vecchi membri del Seri Thai, fra i quali i fratelli conservatori Seni e Kukrit Pramoj che furono nominati primi ministri. L'esercito si trovò nuovamente ai margini della scena politica e si riorganizzò. Riprese il potere con il colpo di Stato che accompagnò il massacro dell'Università Thammasat del 6 ottobre 1976, ponendo fine per lungo tempo alle istanze democratiche in Thailandia.